# Baksan (flod)
 For alternative betydninger, se Baksan. (Se også artikler, som begynder med Baksan)
Baksan, også kendt som Azau (russisk: Баксан, Азау) er en flod i republikken Kabardino-Balkaria i Rusland. Den er en biflod til Malka fra højre (i Tereks afvandingsområde). Baksan er 173 km lang, med et afvandingsområde på 6.800 km². Floden har sit udspring ved isbræerne på Elbrus, og har en højdeforskel fra kilder til udmunding på ca. 2.620 m.
Ved Baksanfloden ligger byerne Tyrnyauz og Baksan.
43°43′49″N 44°3′45″Ø / 43.73028°N 44.06250°Ø